# ماريا بريسكو كروكر
ماريا بريسكو كروكر (بالإنجليزية: Maria Briscoe Croker)‏ (24 أبريل 1875 في الولايات المتحدة - 6 مايو 1962، بالتيمور في الولايات المتحدة)؛ كاتِبة وشاعرة أمريكية.